# 加地正人 (警察官僚)
加地 正人（かぢ まさと）は、日本の警察官僚。

## 略歴
平成14年（2002年）8月23日、前任の池田克彦から引き継いで警察庁総務課長に就任し、平成16年（2004年）8月20日に警視庁総務部長に転任、平成１７年８月に埼玉県警察本部長に就任。平成２０年３月、皇宮警察本部長に転任し、平成21年（2009年）3月31日、東宮侍従長に就任。令和元年（2019年）5月1日、代替わりと共に侍従次長に転任。令和2年（2020年）1月21日に退任し、翌1月22日、掌典長に就任した。

## 著作
- 「最近の薬物情勢とその対策について」『Keisatsu jiho』第51巻第10号、警察時報社、1996年10月、16-23頁。
- 「留置管理上の諸問題について」『Keisatsu jiho』第58巻第7号、警察時報社、2003年7月、6-9頁。
- 「警察法の一部改正と警察庁の組織改編について」『警察学論集』第57巻第7号、立花書房、2004年7月、88-121頁。

### サイト出典
1. ↑  “新天皇の侍従長に小田野氏 スライド人事”. 『産経ニュース』 (産業経済新聞社). (2019年4月23日).  オリジナルの2023年6月14日時点におけるアーカイブ。
2. ↑  “宮内庁人事 侍従次長に別所浩郎氏”. 『毎日新聞』 (毎日新聞社). (2020年1月21日).  オリジナルの2020年1月23日時点におけるアーカイブ。

### 雑誌
- 『びぶろす』電子化18号、国立国会図書館総務部、2002年10月、doi:10.11501/3525996。
- 『国立国会図書館月報』第523号、国立国会図書館、2004年10月20日、doi:10.11501/1001140。
- 『神社新報』、神社新報社、2020年2月3日。

### 辞典
- 『皇室事典』令和版、皇室事典編集委員会編著、KADOKAWA、2019年。